# Ballerup-Skovlunde Fodbold
Ballerup-Skovlunde Fodbold (BSF) er en dansk fodboldklub hjemmehørende i Ballerup i København. Ballerup-Skovlunde Fodbold spiller sine hjemmekampe i Ballerup Idrætspark.
Klubben blev stiftet i 2010 og er en sammenslutning af de to største klubber i Ballerup Kommune, Skovlunde I.F og Ballerup I.F. Kvindernes hold spiller i den bedste række, 3F Ligaen, herrernes hold spiller i Sjællandsserien.

## Klubbens kvindefodbold historie
Det hele startede i 1968, hvor klubbens seniorafdeling (tidligere SIF) som så ofte før havde arrangeret pinsestævne med hold fra forskellige lande. Som ”underholdning” havde SIFs daværende formand, Kristian Jensen, indlagt en opvisningskamp mellem to damehold nemlig Boldklubben Femina og Carmen Curlers fra Kalundborg. Kampen blev overværet af 7-8 Skovlundepiger, som havde deres daglige gang i SIF. Efter at have set de to kvindehold spille fik de selv stor lyst. Daværende drengejuniortræner, Erik Østergaard blev overtalt til at være træner.
Tirsdag den 14. august 1968 blev den første træningsaften, og kvindefoldbolden var kommet til SIF. Der blev samlet spillere nok til et hold blandt veninder og skolekammerater. I 1969 overtog en anden af klubbens gamle spillere, Ib Nielsen.
Kvinderne blev samme år tilmeldt DKFU's (Dansk Kvinde Fodbold Union) turnering, og i 1971 vandt førsteholdet det uofficielle DM i fodbold ved at besejre Billum IF fra Jylland med 3-0. Samme år var SIF-spiller Marianne Kamp med til at vinde det uofficielle VM i Mexico. Kristian Jensen deltog også som medlem af DFKU. Igennem de sidste 50 år har Skovlunde IF / BSF været en stor del af dansk kvindefodbolds talentudvikling og vil siden indførelse af de forskellige licensaftaler altid være en del af dette selskab.
Klubben har opfostret store talenter gennem tiderne, og især efter indførelse af netop licenssystemet har klubben hvert eneste år fast leveret spillere til diverse landshold. Navne som Marianne Kamp, Jannie Lund Johansen, Nanna Larsen, Emma Madsen, Mette Jørgensen, Christina Ørntoft er blot nogle af de spillere, der i starten af 00'erne spillede på A-landsholdet, mens navne som Line Røddik Hansen, Stine Larsen, Simone Boye Sørensen, Theresa Eslund, Nicoline Sørensen, Stina Lykke Petersen i 2017 var med til at spille Danmark i EM-finalen 2017 i Holland.
Derudover har de to klubber Skovlunde IF og BSF, de seneste 50 år vundet hele 18 officielle DBU medaljer, heraf 5 af guld. Klubberne har også i de seneste 50 år haft mere end 100 spillere indenom de forskellige landshold.

## Aktuel trup
Oversigten er opdateret til og med 29. juli 2020
| Nr. | Land    | Position | Spiller                   |
| --- | ------- | -------- | ------------------------- |
| 2   | Danmark | FO       | Karoline Petersen         |
| 3   | Danmark | MI       | Michelle Madsen (anfører) |
| 4   | Danmark | FO       | Daniella Diaz de Jaffa    |
| 5   | Danmark | FO       | Sabine Sørensen           |
| 7   | Danmark | AN       | Ida Skov Olesen           |
| 9   | Danmark | MI       | Tanya Arngrimsen          |
| 10  | Danmark | MI       | Cecilie Lindqvist         |
| 11  | Danmark | MI       | Cathrine Buccat Graversen |
| 12  | Danmark | MI       | Sophia Nordby             |
| 13  | Danmark | MI       | Laura Stilund             |

| Nr. | Land    | Position | Spiller               |
| --- | ------- | -------- | --------------------- |
| 14  | Danmark | MI       | Frederikke Valbjørn   |
| 16  | Danmark | AN       | Sofia Weatherall      |
| 18  | Danmark | AN       | Maja Albertsen        |
| 20  | Danmark | MI       | Emilie Camilla Larsen |
| 21  | Danmark | MM       | Thea Roque-Krag       |
| 22  | Danmark | MM       | Amanda Brunholt       |
| 23  | Danmark | MM       | Signe Hjort Munk      |
| 24  | Danmark | FO       | Milla Holvert         |
| 25  | Danmark | FO       | Silke Nielsen         |
| 26  | Danmark | MI       | Vida Fleur            |

### Tidligere spillere på kvindeholdet
| - Emma Madsen - Theresa Eslund - Line Røddik Hansen - Stine Larsen - Nicoline Sørensen - Simone Boye Sørensen - Stina Lykke Petersen - Simone Boye Sørensen - Sarah Jankovska | - Daniella Diaz de Jaffa - Naja Bahrenscheer - Rikke Sevecke - Mie Leth Jans - Amalie Thestrup - Kamilla Karlsen - Dajan Hashemi - Sofie Svava - Agnete Nielsen |